# Longneck Bottle
«Longneck Bottle» — песня, записанная американским кантри-музыкантом Гартом Бруксом, вышедшая в качестве 1-го сингла с его седьмого студийного альбома Sevens (1997). Авторами песни выступили Rick Carnes и Steve Wariner. Этот трек возглавил кантри-чарты Канады и США и стал для певца его 12-м чарттоппером Hot Country Songs в декабре 1997 года.

## История
Песня написана в стиле Вестерн-свинг shuffle в тональности Ре мажор, с темпом 176 ударов в минуту и диапазоном вокала C#2-A5. Steve Wariner, соавтор песни, также подпевает и играет на гитаре.
Песня со второй стороны, «Rollin'» была одним из треков в последнем альбмое Гарта Брукса, вышедшем два года ранее, Fresh Horses (1995). Эта песня уже была в чарте в конце 1995 года, достигнув 9 декабря 71-го места в кантри-чарте журнала Billboard.
Вышедший на сингле в конце 1997 года трек «Longneck Bottle», был добавлен в плейлисты 222 радиостанций, которые отслеживал журнал Radio & Records в то время.

## Чарты
Песня дебютировала 1997 года кантри-чарте Hot Country Singles & Tracks. 20 декабря 1997 году сингл стал 12-м треком Брукса, достигшим первого места в кантри-чарте Hot Country Songs, оставаясь на вершине три недели (две в декабре 1997 и одну неделю в январе 1998 года).

### Еженедельные чарты
| Чарт (1997—1998)                  | Высшая позиция |
| --------------------------------- | -------------- |
| Канада (RPM Country Tracks)       | 1              |
| США (Billboard Hot Country Songs) | 1              |

### Годовые итоговые чарты
| Чарт (1998)                         | Позиция |
| ----------------------------------- | ------- |
| Канада, Canada Country Tracks (RPM) | 21      |
| США, Country Songs (Billboard)      | 52      |